# Торидж (община)
Община „Торидж“ (на английски: Torridge) е една от десетте административни единици в област (графство) Девън, регион Югозападна Англия.
Населението на общината към 2008 година е 65 600 жители разпределени в множество селища на площ от 985.31 квадратни километра. Главен град на общината е Байдфорд.

## География
Община „Торидж“ е разположена в северозападната част на област Девън по бреговата линия към Бристълския канал разделящ географски Англия от южната част на Уелс. В западна посока е границата с графство Корнуол.
Градове на територията на общината:
| град            | на английски     | население |
| --------------- | ---------------- | --------- |
| Байдфорд        | Bideford         | 16 262    |
| Грейт Торингтън | Great Torrington | 5337      |
| Холсуърти       | Holsworthy       | 2256      |
| Хартланд        | Hartland         | 1676      |

## Демография
Разпределение на населението по етническа и расова принадлежност към 2007 година:
- Бели британци – 61 200
- Бели ирландци – 400
- Бели други – 1200
- Индийци – 300
- Пакистанци – 200
- Китайци – 700
- Азиатци други – 200
- Черни – 300
- Смесени – 600

Разпределение на населението по религиозна принадлежност към 2001 година:
| религия          | на английски        | брой жители |
| ---------------- | ------------------- | ----------- |
| Християни        | Christian           | 44 543      |
| Будисти          | Buddhist            | 123         |
| Хиндуисти        | Hindu               | 15          |
| Евреи            | Jewish              | 31          |
| Мюсюлмани        | Muslim              | 38          |
| Сикхи            | Sikh                | 5           |
| Други            | Other               | 235         |
| Атеисти          | No religion         | 9212        |
| Запазена в тайна | Religion not stated | 4763        |